# Laba
Laba (rusky Лаба) je řeka v Karačajsko-Čerkesku (Velká Laba), v Krasnodarském kraji a v Adygejské republice v Rusku. Je dlouhá 214 km od soutoku zdrojnic a 347 km od pramene delší z nich Velké Laby (rusky Большая Лаба). Povodí řeky má rozlohu 12 500 km².

## Průběh toku
Vzniká soutokem Malé a Velké Laby, které stékají z ledovců na severních svazích Hlavního (Rozvodňového) hřebenu Velkého Kavkazu. Na horním toku má charakter divoké horské řeky, jež protéká hlubokou soutěskou. Na dolním toku jsou břehy mírné a tok řeky klidný. Ústí zleva do Kubáně, přičemž v ústí se nacházejí rákosiny (plavni).

### Větší přítoky
- zprava – Čamlyk
- zleva – Fars

## Vodní režim
Zdroj vody je smíšený, se zastoupením sněhových a dešťových srážek a ledovců. Průměrný roční průtok vody poblíž ústí činí 95,7 m³/s. Zamrzá nepravidelně jen v některých letech na konci prosince a rozmrzá na konci února až na začátku března.

## Využití
Využívá se na zavlažování. Je splavná pro vodáky. Na řece leží město Labinsk a naproti ústí na pravém břehu Kubáně Usť-Labinsk.